# 4546 Franck
4546 Franck è un asteroide della fascia principale. Scoperto nel 1990, presenta un'orbita caratterizzata da un semiasse maggiore pari a 2,3557746 UA e da un'eccentricità di 0,0631058, inclinata di 6,10144° rispetto all'eclittica.